# Ден Ю Чен
Ден Ю Чен (кит.: 鄧宇成, нар. 25 квітня 1999) — тайванський лучник, срібний призер Олімпійських ігор 2020 року.

## Виступи на Олімпіадах
| Олімпіада  | Дисципліна        | Місце |
| ---------- | ----------------- | ----- |
| Токіо 2020 | командна першість | 2     |